# One Shell Plaza
One Shell Plaza è un grattacielo situato a Houston, negli Stati Uniti. Progettato da Skidmore, Owings & Merrill, con i suoi 304,8 m di altezza quando è stato ultimato nel 1971, era l'edificio più alto della città.

## Descrizione
Il grattacielo è stato progettato dallo studio di architettura Skidmore, Owings & Merrill, dagli architetti Wilson, Morris, Crain & Anderson e in collaborazione con la Sasaki Associates.
L'Hancock Whitney Center di New Orleans e il Republic Plaza di Denver, anch'essi progettati da Skidmore, Owings & Merrill, hanno un design molto simile a quello del One Shell Plaza.

## Storia
L'edificio è stato inaugurato nel 1971 ed è stato ristrutturato nel 1994 ad un costo di 80 milioni di dollari; i lavori di ristrutturazione hanno interessato la hall, ammodernamento degli ascensori, aggiornamenti dei sistemi di riscaldamento e raffrescamento dell'edificio e una nuova illuminazione.
L'edificio ha ospitato dalla sua inaugurazione la sede Shell Oil Company, sussidiaria della Shell, fino al 2016. A partire dal 2018, la NRG Energy ha occupato gli ultimi 22 piani dell'edificio.